# Ketotifeno
Ketotifeno es un medicamento antihistamínico y un estabilizador de mastocitos utilizado para tratar afecciones alérgicas como conjuntivitis, asma y urticaria. El ketotifeno está disponible en formas oftálmicas (colirios o lentes de contacto liberadores de fármacos) y orales (comprimidos o jarabe): la forma oftálmica alivia la picazón ocular y la irritación asociada con alergias estacionales, mientras que la forma oral ayuda a prevenir afecciones sistémicas como ataques de asma y reacciones alérgicas. Además de tratar alergias, el ketotifeno ha demostrado eficacia en el manejo de enfermedades sistémicas de mastocitos como mastocitosis y síndrome de activación de mastocitos (MCAS), que implican una acumulación o activación anormal de mastocitos en el cuerpo. El ketotifeno también se usa para otras afecciones de tipo alérgico como dermatitis atópica (eccema) y alergias alimentarias.
El ketotifeno actúa bloqueando los receptores H1 de histamina, que se encuentran en varias células del cuerpo, como músculo liso, endotelio y células nerviosas. Este bloqueo evita la unión de la histamina a estos receptores y, por lo tanto, reduce los síntomas de las reacciones mediadas por histamina, como picazón, estornudos, sibilancias e hinchazón. El ketotifeno también previene la liberación de histamina y otras sustancias inflamatorias de las células inmunitarias (mastocitos); esta acción ayuda a reducir los síntomas de las afecciones (incluidas las alérgicas) al bloquear la activación de estas células. Además de su actividad antihistamínica, el ketotifeno también funciona como un antagonista de leucotrienos, que bloquea los químicos inflamatorios conocidos como leucotrienos; también actúa como un inhibidor de fosfodiesterasa que regula la dilatación de los vasos sanguíneos.
El ketotifeno puede tener efectos secundarios, que incluyen somnolencia, aumento de peso, sequedad de boca, irritabilidad, aumento de hemorragias nasales cuando se toma por vía oral, y sensaciones temporales de ardor o escozor en los ojos cuando se usa en forma oftálmica. El ketotifeno tiene contraindicaciones para personas con ciertas afecciones médicas, como porfirias agudas o epilepsia. Las controversias en torno al ketotifeno incluyen su clasificación como antihistamínico de primera o segunda generación debido a los distintos criterios de clasificación.

## Usos médicos
El ketotifeno, un medicamento antihistamínico y estabilizador de mastocitos, se comercializa más comúnmente como una sal con ácido fumárico, ketotifeno fumarato, y está disponible en dos formas:
1. En su forma oftálmica (colirios o lentes de contacto liberadores de fármacos),[2][3][4] se utiliza para tratar la conjuntivitis alérgica;[5][6]
2. En su forma de oral (comprimidos o jarabe),[1] se utiliza para prevenir ataques de asma o anafilaxia,[7][8] así como diversos trastornos alérgicos y de mastocitos.[9][10][11]

La solución oftálmica de ketotifeno (colirios) alivia y previene la picazón y/o irritación ocular asociada con la mayoría de las alergias estacionales. Comienza a actuar minutos después de la administración. El ketotifeno en forma de colirios no ha sido estudiado en niños menores de tres años, mientras que las lentes de contacto liberadoras de fármacos no han sido estudiadas en niños menores de once años.
Las lentes de contacto liberadoras de fármacos, que administran ketotifeno, se utilizan para ayudar a prevenir la picazón ocular causada por alergias. Estas lentes también pueden corregir problemas de visión, específicamente miopía e hipermetropía. Están diseñadas para personas que no presentan enrojecimiento ocular, pueden usar lentes de contacto cómodamente y tienen menos de 1 grado de astigmatismo.
El ketotifeno oral se utiliza para tratar asma, rinitis alérgica, conjuntivitis alérgica, dermatitis atópica, urticaria crónica, urticaria por frío, urticaria colinérgica, urticaria inducida por ejercicio, enfermedades sistémicas de mastocitos como mastocitosis y síndrome de activación de mastocitos (MCAS), así como anafilaxia alérgica y no alérgica. El ketotifeno también ha demostrado eficacia en el manejo de angioedema y alergias alimentarias.
Como antihistamínico, el ketotifeno actúa bloqueando los receptores H1 de histamina, que se encuentran en varias células del cuerpo, como músculo liso, endotelio y células nerviosas. Este bloqueo previene la unión de histamina a estos receptores, reduciendo así los síntomas de reacciones mediadas por histamina, como picazón, estornudos, sibilancias, e hinchazón.
Como estabilizador de mastocitos para tratar MCAS, el ketotifeno oral previene la liberación de histamina y otras sustancias inflamatorias de los mastocitos, que son células inmunitarias que reaccionan a alérgenos. Por lo tanto, el ketotifeno, al bloquear un canal de calcio esencial para la activación de mastocitos, ayuda a reducir los síntomas de condiciones alérgicas. Estas condiciones incluyen asma, fiebre del heno y conjuntivitis causadas por activación de mastocitos. Los canales de calcio son proteínas en las membranas de los mastocitos que permiten la entrada de iones de calcio a la célula, desencadenando la liberación de histamina y otras sustancias inflamatorias. Cuando estos canales se abren, el calcio inunda las células, causando su desgranulación. Al bloquear estos canales, el ketotifeno previene este proceso, reduciendo las reacciones alérgicas. En Canadá, Europa y México, el ketotifeno oral se prescribe comúnmente para estas indicaciones (asma, fiebre del heno y conjuntivitis causadas por activación de mastocitos). En pacientes con MCAS, el ketotifeno reduce episodios de rubor, síntomas gastrointestinales (como dolor abdominal, diarrea), síntomas respiratorios (como sibilancias) y otras manifestaciones sistémicas. Sin embargo, los planes de tratamiento para MCAS generalmente involucran una combinación de medicamentos dirigidos a diferentes aspectos de la activación de mastocitos junto con modificaciones en el estilo de vida para minimizar los desencadenantes.
El máximo efecto antihistamínico y estabilizador de mastocitos del ketotifeno oral se logra con administración a largo plazo, siendo necesario un período de al menos 6-12 semanas para que comience el efecto terapéutico máximo. El efecto secundario de sedación disminuye con el tiempo durante dicha administración prolongada, pero las propiedades antihistamínicas y estabilizadoras de mastocitos persisten incluso si se administra durante 12 meses o más.
El ketotifeno oral está disponible en farmacias de preparación magistral en Estados Unidos con requisito de receta, aunque su uso solo está aprobado por la Administración de Alimentos y Medicamentos (FDA) para adultos y niños mayores con asma o condiciones alérgicas. Sin embargo, los colirios de ketotifeno están aprobados en EE. UU. para personas de al menos tres años de edad. En la UE, las formulaciones orales de ketotifeno (jarabe, comprimidos y cápsulas) están aprobadas por la Agencia Europea de Medicamentos para uso en adultos. En el Reino Unido, el ketotifeno está disponible como comprimidos y elixir (líquido).
El ketotifeno oral puede utilizarse como medicamento de control a largo plazo para el asma y las sibilancias en niños, y ha demostrado mejorar el control del asma al reducir la necesidad de broncodilatadores, disminuir los síntomas, prevenir exacerbaciones y reducir el uso de esteroides orales de rescate. También se ha encontrado efectivo cuando se usa solo o en combinación con otros medicamentos. El ketotifeno oral es una alternativa a la terapia inhalada para el asma en niños, especialmente para los más pequeños que pueden tener dificultad para usar inhaladores.
La vida media de eliminación promedio del ketotifeno oral es de 12 horas. Además de su actividad antihistamínica, también es un antagonista funcional de leucotrienos (un medicamento que bloquea la acción de los leucotrienos, que son químicos que causan inflamación y estrechamiento de las vías respiratorias en algunas condiciones alérgicas y respiratorias) y un inhibidor de fosfodiesterasa (un medicamento que bloquea las enzimas que regulan los niveles de cAMP y cGMP, que son moléculas que controlan la vasodilatación y la relajación del músculo liso en el cuerpo).

## Contraindicaciones
Las gotas oftálmicas están contraindicadas en personas con hipersensibilidad conocida al ketotifeno o cualquier otro componente de la formulación, mientras que las lentes de contacto liberadoras de fármacos están contraindicadas para quienes experimentan irritación al usar lentes de contacto. No se recomienda el uso de colirios en niños menores de tres años, mientras que las lentes de contacto liberadoras de fármacos no se recomiendan para niños menores de once años.
Para el ketotifeno oral, la contraindicación es la hipersensibilidad conocida a cualquier componente del producto. Se debe tener precaución en las siguientes condiciones:
- porfirias agudas[38] (un grupo de trastornos raros que ocurren cuando el cuerpo no puede producir suficiente cantidad de una sustancia llamada hemo, necesaria para que los glóbulos rojos transporten oxígeno, lo que provoca una acumulación de químicos llamados porfirinas que pueden dañar los nervios y la piel) - a diferencia de otros antihistamínicos, el ketotifeno parece ser relativamente seguro en porfirias agudas, aunque aún se recomienda precaución[39]
- epilepsia (un trastorno que causa convulsiones recurrentes) - [40] el ketotifeno puede aumentar el riesgo de convulsiones,[41]
- obstrucción piloroduodenal[42][43][36] (una condición donde el paso de alimentos del estómago al intestino delgado está bloqueado por algo, como un músculo, una úlcera, un tumor o un cálculo biliar),[44][45]
- susceptibilidad a glaucoma de ángulo cerrado[46] (una condición donde el iris, la parte coloreada del ojo, se abulta y bloquea el drenaje de líquido del ojo, causando alta presión y daño al nervio óptico que conecta el ojo con el cerebro),[47] y
- retención urinaria (incapacidad para orinar).[36]

El uso de colirios de ketotifeno durante el embarazo y la lactancia se considera seguro, ya que la absorción a través del ojo es limitada. Es poco probable que cause efectos adversos en bebés lactantes después del uso materno. Para minimizar la transferencia de medicamento a la leche materna al usar gotas oftálmicas, el Instituto Nacional de Salud Infantil y Desarrollo Humano recomienda aplicar presión en el conducto lagrimal cerca del rabillo del ojo durante al menos un minuto y eliminar el exceso de solución con un pañuelo. La seguridad del ketotifeno por vía oral (comprimidos o jarabe) durante el embarazo y la lactancia sigue siendo desconocida; por lo tanto, no se recomienda su uso oral durante estos períodos hasta que haya datos suficientes sobre su seguridad.

## Efectos secundarios
Los efectos secundarios comunes del uso oftálmico son enrojecimiento ocular e hinchazón. Menos frecuentes son la secreción ocular, molestias en los ojos, dolor ocular, urticaria, aumento de la picazón ocular y erupciones cutáneas. El uso oftálmico de ketotifeno también puede causar ardor, escozor o picazón en los ojos, visión borrosa o mayor sensibilidad a la luz.
Los efectos secundarios del uso sistémico (oral) incluyen somnolencia, aumento de peso (5-5,4 kilogramos (11,0-11,9 lb)), boca seca, irritabilidad y aumento de hemorragias nasales. El uso sistémico de ketotifeno también puede causar dolor abdominal, náuseas, vómitos, estreñimiento, diarrea, dolor de cabeza, mareos o fatiga. En casos raros, el uso sistémico de ketotifeno puede causar efectos secundarios graves como anafilaxia, disfunción hepática, trastornos sanguíneos o convulsiones. El uso sistémico de ketotifeno puede interactuar con otros fármacos que causan sedación, como alcohol, antihistamínicos, opiáceos, benzodiazepinas o antidepresivos. El uso sistémico de ketotifeno puede afectar los resultados de algunas pruebas de laboratorio, como pruebas cutáneas para alergias o niveles de glucosa en sangre.

## Farmacología
El ketotifeno es un antihistamínico selectivo – es decir, un agonista inverso del receptor H1 de histamina (Ki = 0.166 nM) – y un estabilizador de mastocitos.